# فرودگاه بین‌المللی ابوتسفورد
فرودگاه بین‌المللی ابوتسفورد (به انگلیسی: Abbotsford International Airport) یک فرودگاه همگانی باربری (۲۰۱۰) با کد یاتا YXX است که یک باند فرود آسفالت و بتن دارد و طول باند آن ۲۹۲۵ متر است. 
این فرودگاه در شهر ابوتسفورد در استان بریتیش کلمبیای کشور کانادا قرار دارد و در ارتفاع ۵۹ متری از سطح دریا واقع شده‌است.

## شرکت‌های هواپیمایی و مقصدهای پروازی

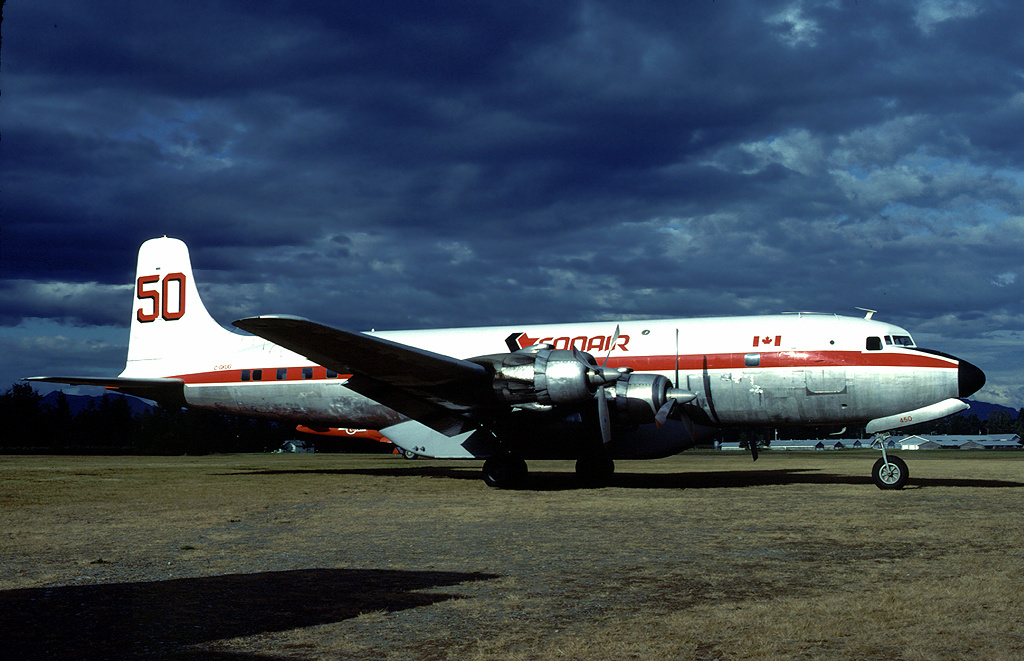
A داگلاس دی‌سی-۶ of Conair in 1983

| شرکت‌های هواپیمایی | مقصدهای پروازی                                                                       |
| ----------------- | ------------------------------------------------------------------------------------ |
| ایر کانادا روژ    | فصلی: پیرسون تورنتو                                                                  |
| Flair Airlines    | ادمونتون، جان سی. منرو همیلتن، وینیپگ جیمز آرمسترانگ ریچاردسون                       |
| آیلند اکسپرس ایر  | باوندری بی، سی‌اف‌بی کوموکس، نانایمو، ونکوور، ویکتوریا                                 |
| Orca Airways      | ویکتوریا                                                                             |
| سان‌وینگ ایرلاینز  | فصلی: ال آی سی. گوستاو دیاز اورداز                                                   |
| وست جت            | کالگری، ادمونتون فصلی: ال آی سی. گوستاو دیاز اورداز، وینیپگ جیمز آرمسترانگ ریچاردسون |
| WestJet Encore    | کالگری فصلی: ادمونتون                                                                |